# 威爾西 (加利福尼亞州)
威爾西（英語：Wilsie）是位於美國加利福尼亞州因皮里爾縣的一個非建制地區。該地的面積和人口皆未知。

## 地理
威爾西的座標為32°48′00″N 115°36′11″W / 32.80000°N 115.60306°W，而該地的平均海拔高度為-10米（即-33英尺）。